# 마주리안 호수 지구

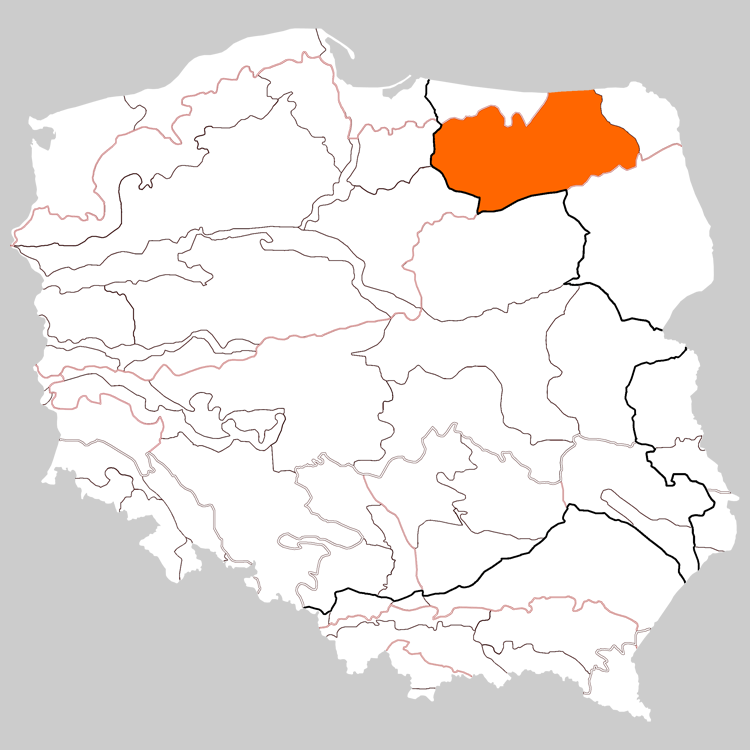
마주리안 호수 지역

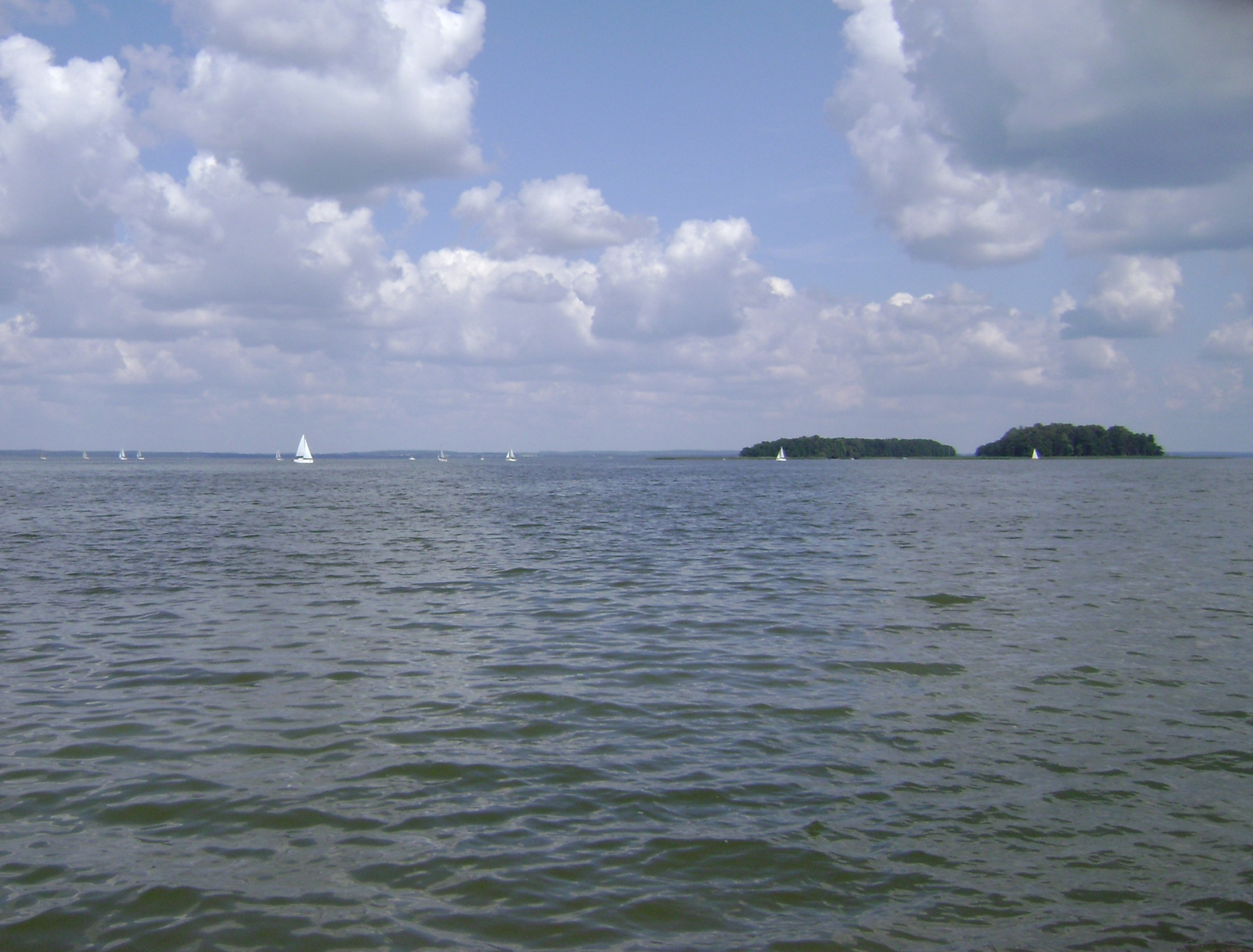
스나드르웨이호, 마수리안 호수 지구 최대 호수

마주리안 호수 지구 또는 마주리안 호수 지역(폴란드어: Pojezierze Mazurskie; 독일어: Masurische Seenplatte)은 과거에 마주리안 방언을 사용하는 마주리인이 거주했던 마주리아 지리적 지역 내 폴란드 북동부의 호수 지역이다. 여기는 2,000개 이상의 호수가 있다. 이 지역은 새로운 7대 자연 경관의 최종 후보지 28개 중 하나로 선출되었다.

## 기후
마주리아는 겨울이 춥고 여름이 따뜻한 온대 기후이다. 이곳의 날씨는 일반적으로 폴란드의 대부분 지역보다 약간 더 시원하며 이 지역은 일반적으로 겨울 동안 여러 차례 눈이 내린다. 마주리안 호수는 종종 12월부터 2월 말까지 얼어붙고 봄은 습할 수 있지만 여름은 일반적으로 더 건조하다.

## 같이 보기
- 폴란드의 지리
- 마주리아
- 마주리안 방언
- 폴란드의 관광
- 바르미아